# Seicercus tephrocephalus
El mosquitero coronigrís (Seicercus tephrocephalus) es una especie de ave paseriforme de la familia Phylloscopidae propia del sureste de Asia. 

## Distribución y hábitat
El mosquitero de coronigrís es un pájaro migratorio que cría en las estribaciones del Himalaya oriental, y se deslaza al norte del sureste asiático para pasar el invierno. Su hábitat natural son los bosques húmedos subtropicales.